# Sobredesempenho
Os overachievers são indivíduos que “têm melhor desempenho ou alcançam mais sucesso do que o esperado”, ou seja, apresentam um sobredesempenho ou sobreperformance. A presunção implícita é que o "overachiever" está a alcançar resultados superiores através de esforço excessivo.
Num contexto de ensino, um "overachiever" é um rótulo educacional aplicado a alunos, que têm um melhor desempenho do que seus colegas quando normalizados para as perceções de formação, inteligência ou talento do instrutor.
No contexto do local de trabalho, os indivíduos que se considera que terem um sobredesempenho são aqueles com motivação para concluir tarefas acima e além das expectativas e que estabelecem para si próprios objetivos de carreira muito elevados.
O termo oposto é underachiever, aquele que apresenta um  subdesempenho ou subperformance.

## Em ambientes educacionais

### Escola primária e secundária
Num contexto educacional, um “overachiever” é definido como “um aluno que atinge níveis mais elevados do que o QI indicado”. Os que apresentam sobredesempenho são geralmente contrastados com os de subdesempenho, que têm um desempenho pior do que o instrutor acha que deveriam, dada a sua inteligência. An Encyclopedia of Psychology observa que “[geralmente] estes termos não são usados nem por educadores nem por psicólogos”. Embora o conceito de sobre- e subdesempenho tenha ampla aceitação entre os professores em exercício, continua a ser um tema controverso em vários pontos:[carece de fontes?]
- Ambos são rótulos que afetam implicitamente o comportamento do professor. Isto frequentemente leva os rótulos a tornarem-se profecias autorrealizáveis.
- Os rótulos baseiam-se numa compreensão estática e incompleta da natureza da inteligência. A capacidade de concentração e de trabalhar de forma dedicada não pode ser separada da inteligência “nativa” ou “crua” de uma pessoa de qualquer forma significativamente testável.

Um livro de 2007 sobre sobredesempenho descreve o "culto do sobredesempenho que prevalece em muitas escolas de classe média e alta", no qual "os alunos são obcecados pelo sucesso, lutando contra doenças e deterioração física". “Quando os adolescentes inevitavelmente olham para si mesmos através do prisma da nossa cultura de sobredesempenho”, escreve o autor, “eles muitas vezes chegam à conclusão de que não importa o quanto alcancem, nunca será suficiente.””
Isto também pode levar a uma mentalidade perfecionista. O perfecionismo é um traço de personalidade que significa uma pessoa que busca constantemente a perfeição e a aprovação dos outros e de si mesma. embora possa ser uma forma saudável de motivar-se, normalmente transforma-se num desejo intenso não apenas de ter sucesso, mas especificamente de não falhar. Os perfecionistas tendem a vincular a sua autoestima ao sucesso, o que os leva a superarem-se em diferentes aspetos das suas vidas, para que não sejam rejeitados.[carece de fontes?]

### Faculdades e universidades
Para estudantes universitários, “existe uma linha ténue entre ser um grande empreendedor e um overachiever”. Nos EUA, “um número crescente de estudantes universitários está literalmente a adoecer na busca pela perfeição”, ao estabelecerem “padrões auto-impostos, mas irrealisticamente elevados”. Modupe Akin-Deko, psicólogo sénior do centro de aconselhamento do Buffalo State College: "... perfecionistas desadaptativos preparam-se para o fracasso ao estabelecer padrões impossíveis para si mesmos, diminuindo assim a sua auto-estima quando nunca alcançam os seus objetivos." A psicóloga clínica Marilyn Sorenson, no seu livro Breaking the Chain of Low Self-Esteem, afirma que as pessoas com baixa auto-estima muitas vezes são levadas a sobredesempenhar para construir auto-estima.

## No local de trabalho

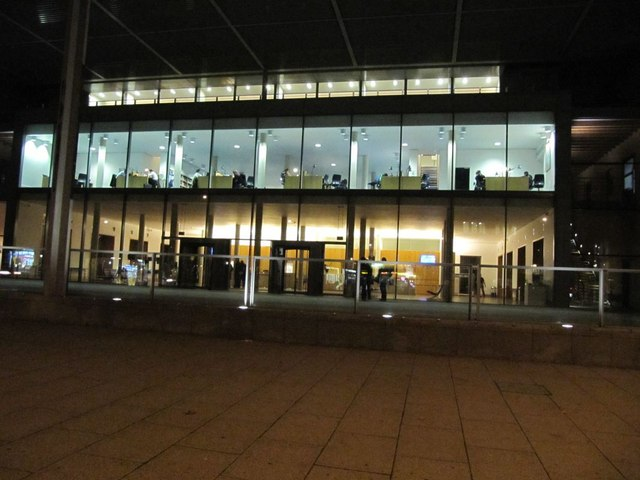
No local de trabalho, os overachievers tendem a ficar até tarde para poderem progredir.

No local de trabalho, “os overachievers têm o ímpeto, a determinação, a paixão e a energia necessárias para levar adiante grandes projetos”. "Os overachievers assumem cada vez mais novos projetos e buscam a perfeição, muitas vezes tornando-se conhecidos como 'workaholics'." Para os overachievers no local de trabalho, “concluir tarefas acima e além das expectativas proporciona a mesma euforia física e mental que uma droga”. No entanto, os gestores precisam de lidar com o lado negativo da personalidade overachiever: o trabalhador overachiever pode "estabelecer expectativas irrealistas, trabalhar horas insanas e correr riscos para ter sucesso a qualquer custo", o que pode levar o trabalhador a "tornar-se obcecado, disfuncional, e, em última análise, incapaz de atuar."  Outros problemas com os overachievers são que eles "...normalmente  esquecem-se de comunicar informações vitais, muitas vezes tomam atalhos e deixam os detalhes para outra pessoa". Além disso, os overachievers muitas vezes "têm dificuldades em interagir socialmente" e estão "em alto risco de esgotamento".
Embora existam várias consequências negativas, pode existir uma vantagem. Quando geridos de forma adequada, aqueles que têm desempenho superior podem ser um grande trunfo para a sua empresa. Isto só é uma possibilidade se a empresa reconhecer e compreender que o sobredesempenho pode ser desgastante física e mentalmente para quem sobredesempenha e as diretrizes são avaliadas para cuidar adequadamente do bem-estar dos colaboradores.
De acordo com o "Dr. Richard Rawson, diretor associado dos Programas Integrados de Abuso de Substâncias da UCLA, [metanfetamina] ... é popular entre os trabalhadores em economias altamente produtivas e sobredesempenhantes, como as do Japão e da Coreia do Sul." As metanfetaminas “tornaram-se um problema formidável no local de trabalho”; nos EUA, a Ordem dos Advogados da Califórnia “afirma que um em cada quatro advogados que ingressa voluntariamente em programas de reabilitação de drogas é viciado em metanfetaminas”.
Segundo o psicólogo Arthur P. Ciaramicoli, existe uma “maldição dos capazes”, que é “uma teia complexa de emoções que leva as pessoas a esconderem as suas necessidades genuínas por trás de uma máscara de sobredesempenho”. Ciaramicoli afirma que as pessoas muitas vezes buscam “a “solução rápida” do sobredesempenho para compensar a auto-estima ferida”. Além disso, afirma que “as pessoas com sobredesempenho crónico muitas vezes não percebem que necessidades não reconhecidas estão a afastá-las das condições de cura necessárias para uma vida plena”. Ciaramicoli diz que “o sobredesempenho compulsivo pode estimular a produção de dopamina”; no entanto, estes "elevadores" temporários passarão, desencadeando um ciclo em espiral de insatisfação de realizações e deceções. Ciaramicoli afirma que “a busca por status para superar feridas psicológicas geralmente leva a outros problemas, como má nutrição, ganho de peso, dependência excessiva de cafeína, álcool ou outras substâncias nocivas e privação de sono”.

## Usos figurado do termo
O termo “sobredesempenho” é ocasionalmente aplicado em outros contextos; por exemplo, um país com um rendimento per capita insustentavelmente elevado pode ser descrito como tendo um desempenho superior. Nos desporto, os jogadores ou equipas que excedem significativamente as expectativas gerais da pré-temporada são chamados de "overachievers". Materiais promocionais e análises de produtos de consumo às vezes referem-se aos produtos como "overachievers".[carece de fontes?]